# Воздушный транспорт России
Воздушный транспорт России — один из основных видов транспорта в России; осуществляет перевозки пассажиров и грузов с помощью летательных аппаратов. Включает в себя авиатранспортные предприятия, занимающиеся непосредственно перевозками на воздушном транспорте, а также аэропорты, предприятия по ремонту и обслуживанию техники и организации по подготовке кадров для данной отрасли.

## История

### Организация и управление
В апреле 1918 года в составе Всероссийской коллегии по управлению воздушным флотом (с мая Главное управление Рабоче-Крестьянского Красного Военно-Воздушного Флота (Главвоздухфлот)) был создан отдел по применению авиации в народном хозяйстве. До этого времени имелись лишь единичные нерегулярные случаи использования авиации не военного назначения в транспортных целях. Отделом, в частности, предполагалось наладить воздушную линию Петроград – Москва, организовать работы по аэрофотосъёмке территории страны. Некоторые работы были выполнены, но Гражданская война приостановила реализацию планов. В начале 1921 года вышел первый в стране закон о регулировании полётов — декрет Совета Народных Комиссаров № 40 «О воздушных передвижениях». В декабре 1922 года в составе Главвоздухфлота была образована Инспекция гражданского воздушного флота. 9 февраля 1923 года Совет труда и обороны принял постановление «О возложении технического надзора за воздушными линиями на Главное управление воздушного флота и об организации Совета по гражданской авиации». Этот день стал считаться датой образования гражданской авиации СССР. Ранее созданная Инспекция вошла в состав Совета. Совет состоял при Главвоздухфлоте, его председатель назначался СТО, в состав Совета входили представители разных ведомств.

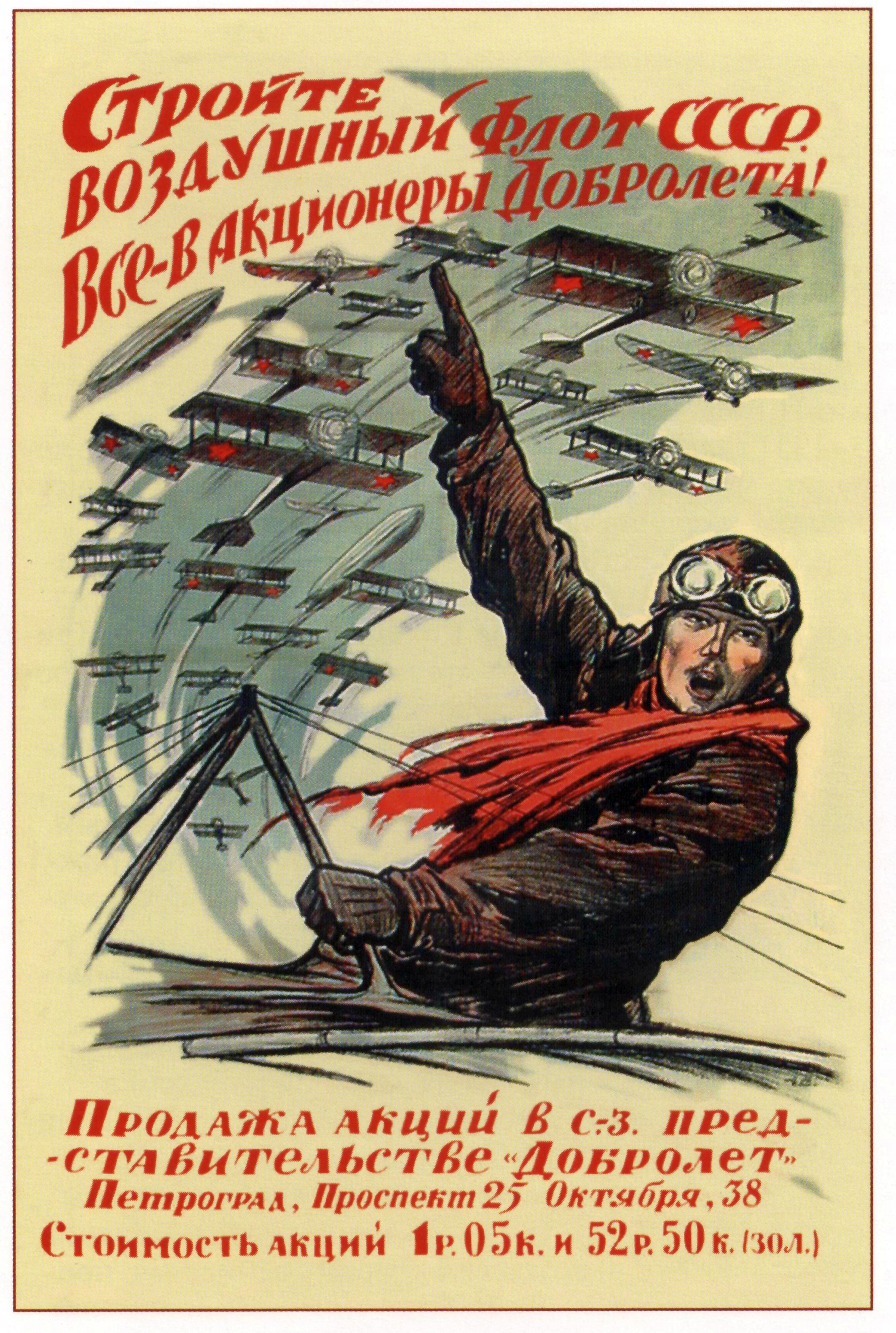
Рекламно-агитационный плакат Добролёта. 1923 год

Начали образовываться первые авиатранспортные предприятия. В 1921 году на основе концессионного соглашения c германской стороной было основано совместное «Русско-германское общество воздушных сообщений» (Deruluft). В январе 1923 года советским правительством было подписано концессионное соглашение с германской компанией «Юнкерс». По договору компания обязывалась организовать крупномасштабное производство самолётов и авиадвигателей, а также открыть ряд авиалиний и производить аэрофотосъёмку. «Юнкерс» не выполнил взятых на себя обязательств, что серьёзно повлияло на развитие советской авиапромышленности. В 1927 году концессия с «Юнкерсом» была расторгнута, а само сотрудничество фактически прекратилось ещё в 1925 году. В результате, вместо ставки на лицензированное производство иностранных образцов, в СССР был сделан упор на развитие собственной авиационной промышленности, основу которой должны были со временем составить отечественные разработки. В марте 1923 года была создана массовая добровольная общественная организация «Общество друзей воздушного флота», преобразованная в 1925 году в «Авиахим», а в 1927 в «Осоавиахим» (с 1951 года ДОСААФ). Деятельность организации внесла значительный вклад в развитие авиационной отрасли Советского Союза. В 1923 году в СССР были образованы три собственных авиатранспортных предприятия для перевозки грузов и пассажиров: «Российское акционерное общество добровольного воздушного флота» («Добролёт») в РСФСР, «Укрвоздухпуть» в Украинской советской республике и «Закавиа» в Закавказской советской республике. В 1925 году «Закавиа» вошла в состав «Укрвоздухпути», а тот в 1929 году был объединён с «Добролётом» во всесоюзное общество «Добролёт».

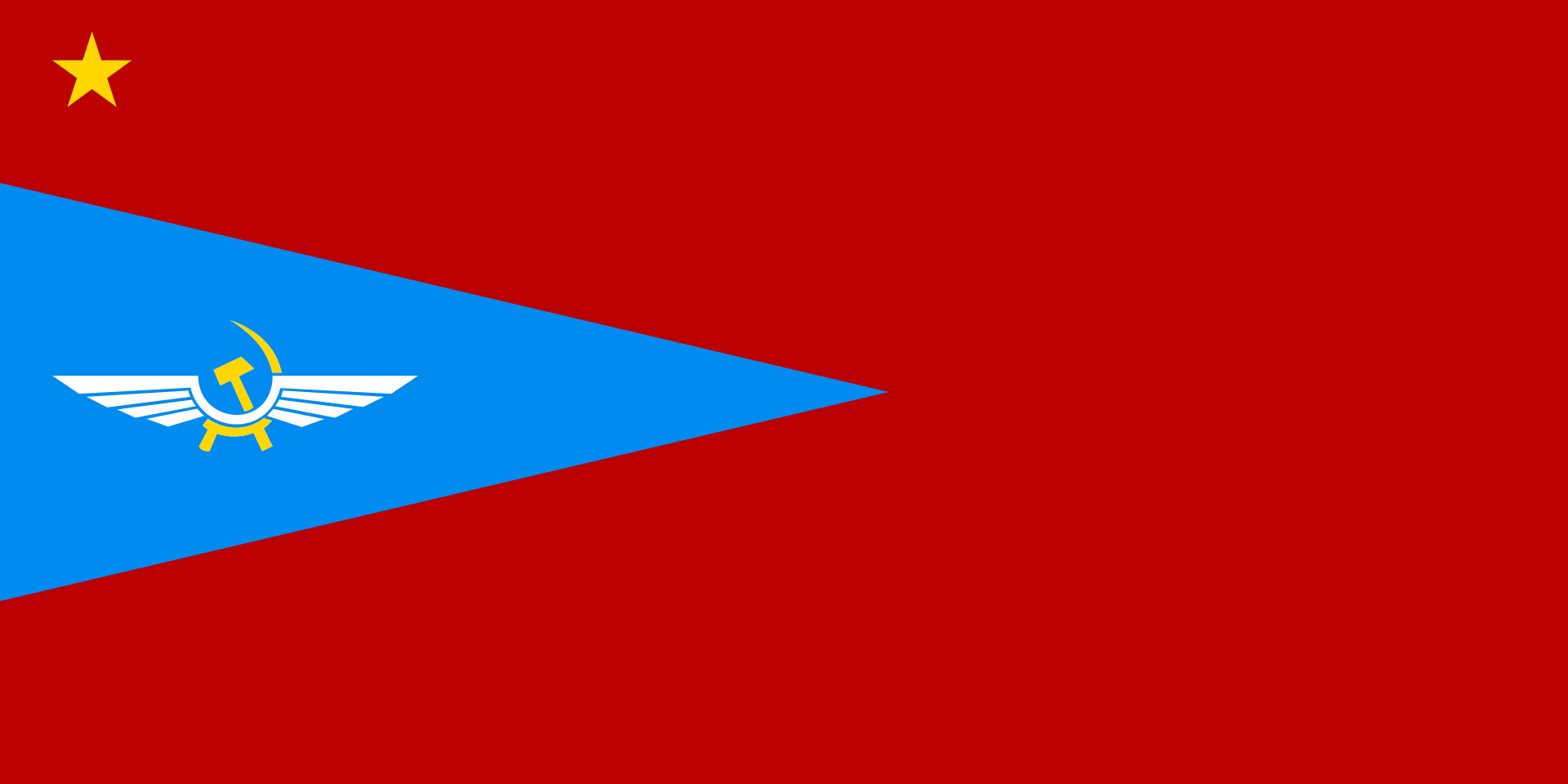
Флаг гражданского воздушного флота СССР (Аэрофлота). На голубом фоне изображена его эмблема, которая могла использоваться отдельно от флага.

В феврале 1930 года была образована Главная инспекция гражданского воздушного флота при Народном комиссариате по военным и морским делам; Совет по гражданской авиации был упразднён. В октябре того же года, согласно постановлений СНК № 561 от 19 октября и № 591 от 29 октября 1930 года, было образовано Всесоюзное объединение гражданского воздушного флота (ВОГВФ), подчинявшееся Совету труда и обороны. При этом Главная инспекция и акционерное общество «Добролёт» упразднялись. Держателям акций «Добролёта» ВОГВФ обязывался до 1932 года возместить их стоимость. В 1932 году, на основании постановления Совета народных комиссаров № 209 от 25 февраля, вместо ВОГВФ было образовано Главное управление гражданского воздушного флота при СНК СССР (сокращённо ГУГВФ или Аэрофлот). В подчинении Аэрофлота находились хозрасчётные тресты: Трансавиация, Снабаэрофлот, Граждавиапром, Граждавиастрой, Дережаблестрой и Сельхозавиация. 27 апреля 1932 года был утверждён первый Воздушный кодекс СССР. В том же году для работников была введена форма и знаки различия. В декабре 1932 года в составе Главсевморпути при СНК СССР было образовано Управление полярной авиации Главсевморпути. В мае 1934 года постановлением СНК № 1180 от 19 мая функциональная система управления была упразднена, а вместо неё организована территориальная: были ликвидированы тресты Трансавиация, Граждавиастрой и Сельхозавиация; вместо них организованы 12 территориальных управлений ГВФ (Московское, Северное, Волжское, Азово-Черноморско-Кавказское, Украинское, Закавказское, Уральское, Казахское, Среднеазиатское, Западно-Сибирское, Восточно-Сибирское и Дальневосточное), каждое из которых являлось самостоятельным юридическим лицом. В состав территориальных управлений входили лётные отряды (иногда объединяющиеся в лётные группы) и аэропорты. С этого времени и до начала 1990-х годов крупных изменений в системе управления Аэрофлота не происходило.
Во время Великой Отечественной войны гражданский воздушный флот использовался в военных нуждах. До войны в Красной Армии отсутствовали подразделения военно-транспортной авиации, и для перевозки грузов в военное время предполагалось использовать самолёты гражданского воздушного флота. Постановлением СНК от 23 июня 1941 года ГВФ был подчинён Наркомату обороны СССР; с апреля 1942 года — ВВС Красной армии, с августа 1943 года – Авиации Дальнего Действия, а с декабря 1944 года вернулся в подчинение Совету Народных Комиссаров. Во время войны из личного состава и техники гражданской авиации были сформированы авиагруппы, авиадивизии и авиаполки ГВФ. В 1960-м году в ГУГВФ была передана авиация Главсевморпути. В 1964 году вместо ГУГВФ было образовано Министерство гражданской авиации СССР. Для подготовки кадров для «Аэрофлота» в 1980 году в стране имелось 24 средних и высших учебных заведений.

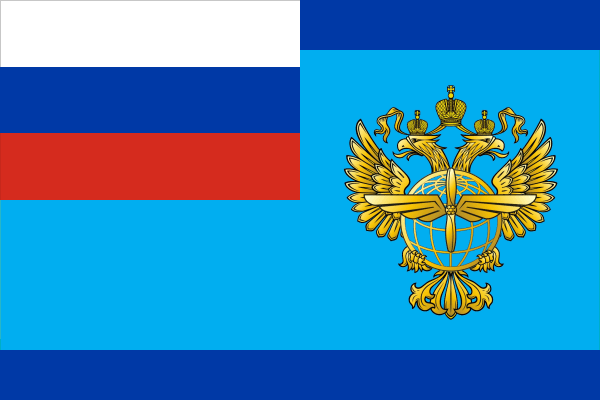
Флаг Федерального агентства воздушного транспорта (Росавиации). Эмблема может использоваться отдельно от флага

В 1991 году прекратил своё существование СССР, распавшись на несколько государств, одним из которых стала Российская Федерация. В связи с чем прекратило своё существование и Министерство гражданской авиации СССР. На территории РФ вместо него был образован Департамент воздушного транспорта Министерства транспорта РФ. Резко сократились все производственные показатели отрасли. Вместо единого централизованного государственного авиаперевозчика образовалось множество независимых предприятий, большая часть которых со временем перешла из государственной собственности в частную. Так, на 1994 год в России только авиакомпаний было зарегистрировано 413 штук, при том, что у всех 160-ти стран участниц ИКАО в 1988 году было 343 авиакомпании. К 2005 году число авиакомпаний в РФ сократилось до 182.  В 1996 году вместо Департамента воздушного транспорта была создана Федеральная авиационная служба России (ФАС), реорганизованная в 1999 году в Федеральную службу воздушного транспорта, в 2000-м в Государственную службу гражданской авиации Министерства транспорта. С 2004 года государственный надзор в области авиации осуществляют Федеральное агентство воздушного транспорта (Россавиация), Департамент государственной политики в области гражданской авиации Минтранса РФ и Ространснадзор.

### Деятельность
Регулярная деятельность гражданской авиации началась после завершения в России Первой мировой и Гражданской войн. В 1920-м году была организована первая воздушная линия для доставки как почты, так и пассажиров по маршруту Смоленск – Гжатск – Москва, в 1921 году открылась авиалиния Москва – Харьков; но работали эти линии непродолжительное время. С 1922 года в России стало применяться распыление ядохимикатов для борьбы с вредителями растений, что дало начало применению авиации в сельском и лесном хозяйстве. В мае 1922 года российско-германское авиапредприятие «Дерулюфт» открыло первую в России регулярную международную почтово-пассажирскую линию Москва — Кёнигсберг, в 1926 году продлённую до Берлина. В 1923 году «Добролёт» открыл первую регулярную внутреннюю почтово-пассажирскую авиалинию Москва — Нижний-Новгород, на ней помимо машин иностранного производства работал и первый пассажирский самолёт советской конструкции — АК-1. В 1924 году были открыты авиалинии: Москва – Нижний Новгород – Казань; Москва — Харьков; Харьков – Киев; Харьков – Одесса; Харьков – Ростов-на-Дону; Севастополь — Евпатория; Ташкент – Алма-Ата; Каган – Хива; Хива — Бухара; Бухара — Душанбе; Тифлис – Баку; Тифлис – Манглиси. В этом же году в СССР появилась и начала использоваться санитарная авиация. C 1925 года авиация стала применяться для перевозки золота с якутских приисков. Увеличивалось число международных линий: в 1926 году была открыта авиалиния Верхнеудинск – Улан-Батор, в 1927 — Ташкент – Кабул, в 1928 — Ленинград – Таллин – Рига. Были открыты протяжённые внутренние воздушные линии с промежуточными посадками: в 1928 году — Иркутск – Якутск, в 1929 — Москва – Иркутск, в 1930 — Москва – Ташкент, в 1932 — Москва – Владивосток. В 1937 году была осуществлена первая высокоширотная воздушная экспедиция в результате которой четырьмя самолётами АНТ-6 с одного из островов земли Франца-Иосифа на Северный полюс были доставлены полярники и 10 тонн снаряжения для организации дрейфующей станции «Северный полюс-1».
Постепенно авиалинии и аэродромы оснащались специальным оборудованием, так в 1939 году на авиалиниях использовалось 280 радиостанций и 67 радиомаяков, была создана опытная радиотехническая курсо-глиссадная система слепой посадки «Ночь-1». Увеличивался авиапарк, пополняясь в большей части самолётами отечественного производства. Если в 1920-е годы в авиаперевозках преобладали воздушные суда иностранного производства, в основном Фоккер Ф3 и Юнкерс Ф-13, то в 1930-е основу парка гражданской авиации составляли самолёты советской постройки: У-2 в разных вариантах, ПС-9, К-5, Ш-2, ХАИ-1; гражданские модификации военных самолётов — П-5, Г-1, Г-2, ПС-7, ПС-40. Выполнялись регулярные пассажирские перевозки на крупнейшем в мире самолёте — ПС-124, построенном в единственном экземпляре.

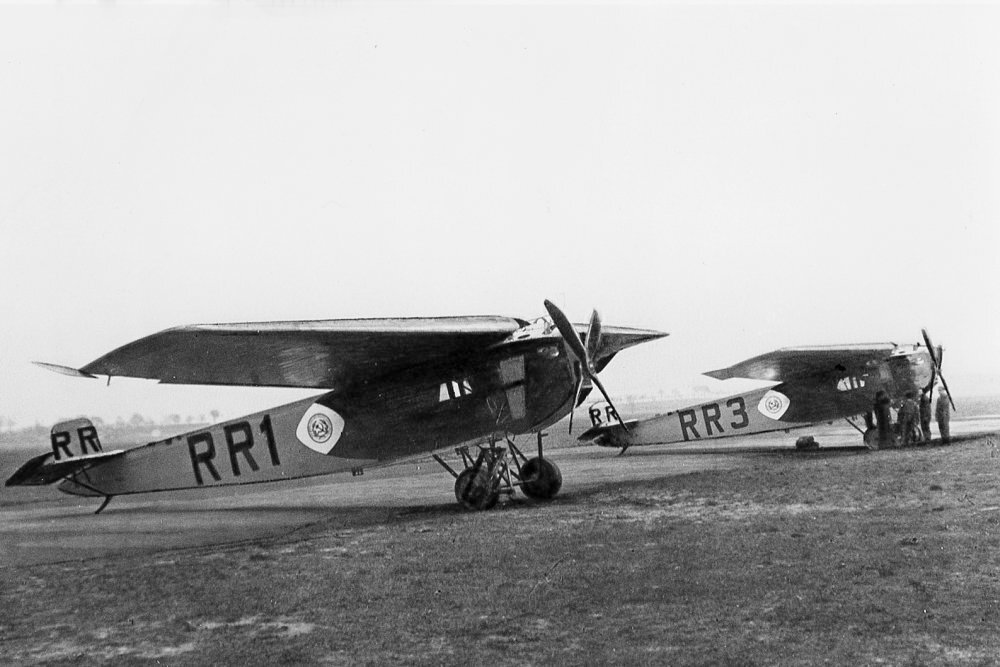
Самолёты Фоккер Ф3 советско-германского «Дерулюфта». 1922 год
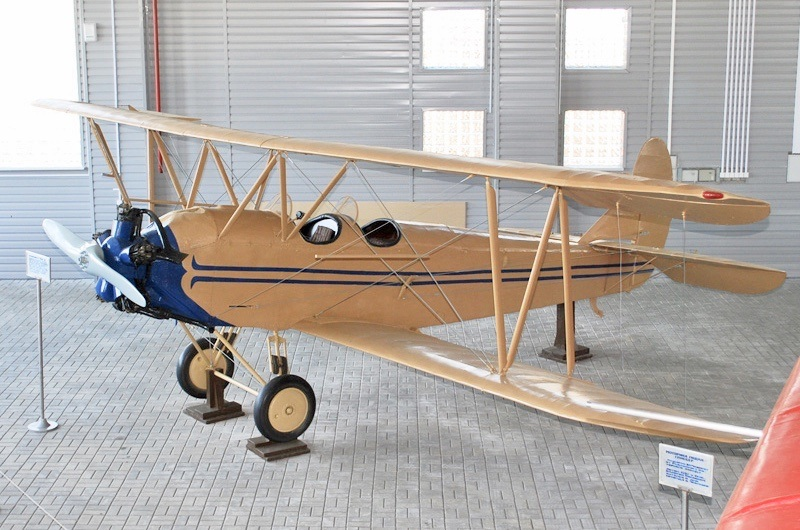
У-2. Один из самых массовых самолётов в мире
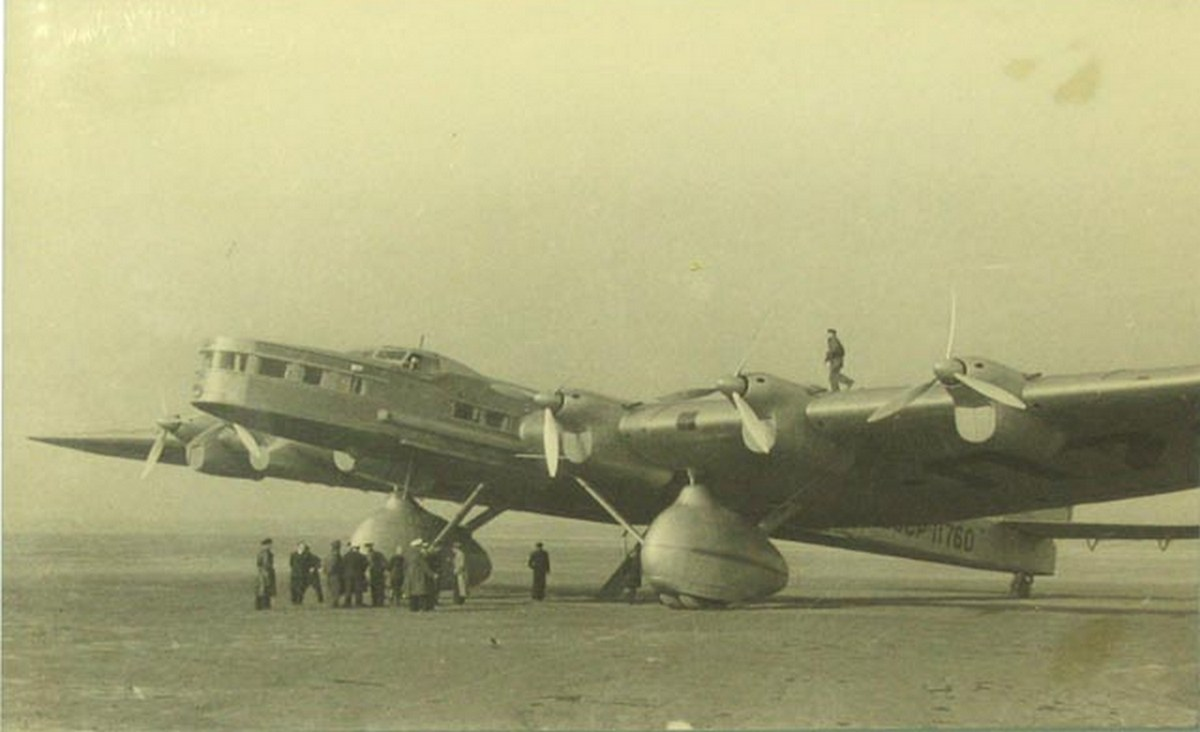
ПС-124. 1939 год

Во время Великой Отечественной войны гражданская авиации использовалась в основном для нужд вооружённых сил. За время войны самолёты ГВФ перевезли 2,35 млн пассажиров и 278 тыс. т грузов, из них 0,82 млн пассажиров и 145 тыс. тонн грузов было перевезено в тылу. В связи с ростом воздушного движения, с 1945 года на авиалиниях гражданской авиации СССР стало применяться эшелонирование по высоте полёта, направленное на увеличение пропускной способности авиатрасс. Развивалась санитарная авиация. В 1946 году она имела 154 санитарно-авиационные станции и 400 самолётов. Советским Союзом в послевоенный период были образованы совместные авиатранспортные предприятия с рядом государств (ТАБСО с Болгарией, МАЛЕВ с Венгрией, СКОГА с Китаем). С 1953 года для обеспечения движения на авиатрассах и в районе аэродромов начали применяться наземные обзорные радиолокаторы.
В 1950-е годы в Аэрофлоте стали использоваться реактивные самолёты: один из первых в мире реактивный самолёт Ту-104 в 1956 году совершил первый регулярный рейс Москва – Омск – Иркутск. Авиационным сообщением к концу 1950-х годов были обеспечены все столицы союзных республик, а также все областные и краевые центры страны. В международном сообщении в первое послевоенное десятилетие Аэрофлотом выполнялись регулярные рейсы в 14 стран: Австрию, Болгарию, Венгрию, Германию, Польшу, Румынию, Финляндию, Чехословакию, Швецию, Югославию, Афганистан, Иран, Китай и Монголию. В это время в гражданской авиации использовались самолёты — Ли-2, Ан-2, Ще-2, Як-12, Ил-14 и начали использоваться первые вертолёты — Ми-1, Ми-4 и Ка-15. С 1960 года начал регулярно эксплуатироваться первый советский дальнемагистральный самолёт способный совершать межконтинентальные перелёты – Ту-114. На внутренней линии Москва – Хабаровск самолёт без посадок преодолевал расстояние из одного пункта в другой за 8 часов. В 1961 году был совершён первый перелёт из СССР в Антарктиду, куда на самолётах Ил-18 и Ан-12 были перевезены полярники. В 1960 году регулярные рейсы выполнялись в 22 страны, в 1970 — в 59 стран. На 1970 год 70 аэропортов страны были оснащённых курсо-глиссадной системой посадки (СП-50). В том же году через территорию СССР начались трансконтинентальные перелёты из западной Европы в Азию, осуществляемые зарубежными авиакомпаниями. В 1977 году начал совершать регулярные рейсы первый советский и один из первых в мире сверхзвуковой пассажирский самолёт Ту-144: перелёт из Москвы до Алма-Аты длился 2 часа. Но, использование самолёта для перевозки пассажиров продолжалась всего около года. Кроме того, в 1960-е, 1970-е годы началось использование пассажирских самолётов Ан-10, Ан-24, Ту-134, Ту-154, Ил-18, Ил-62, Як-40, Л-410, транспортных — Ан-12, Ил-76, вертолётов —  Ми-2, Ми-6, Ми-8, Ка-26. В 1980 году регулярные рейсы из СССР производились в 85 государств, в 1990 — в 98.

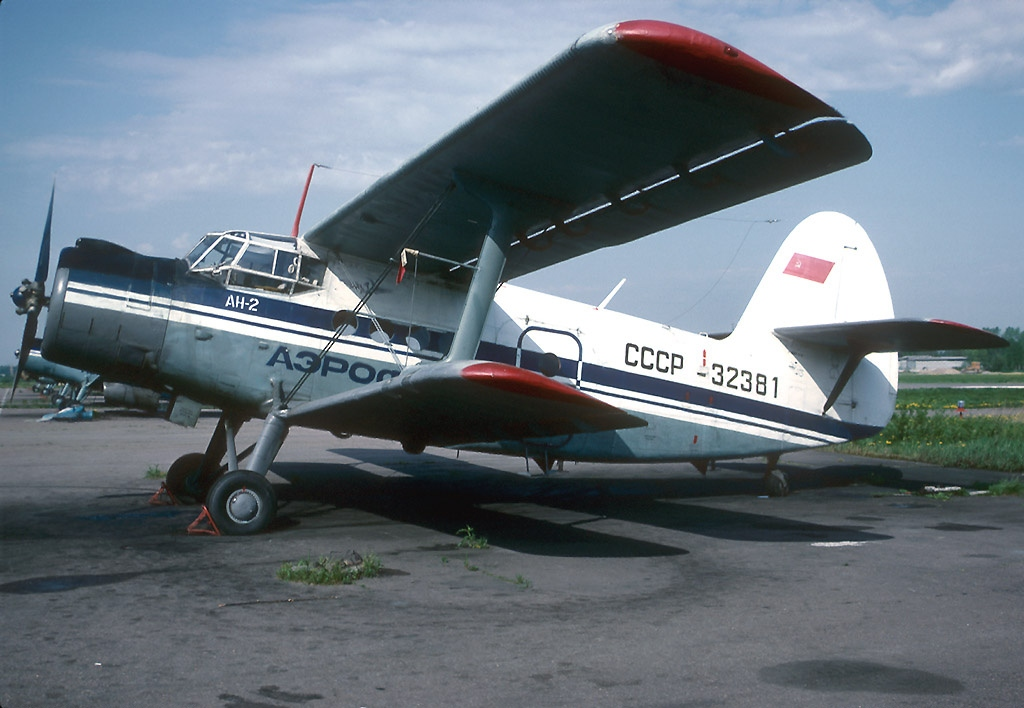
Ан-2
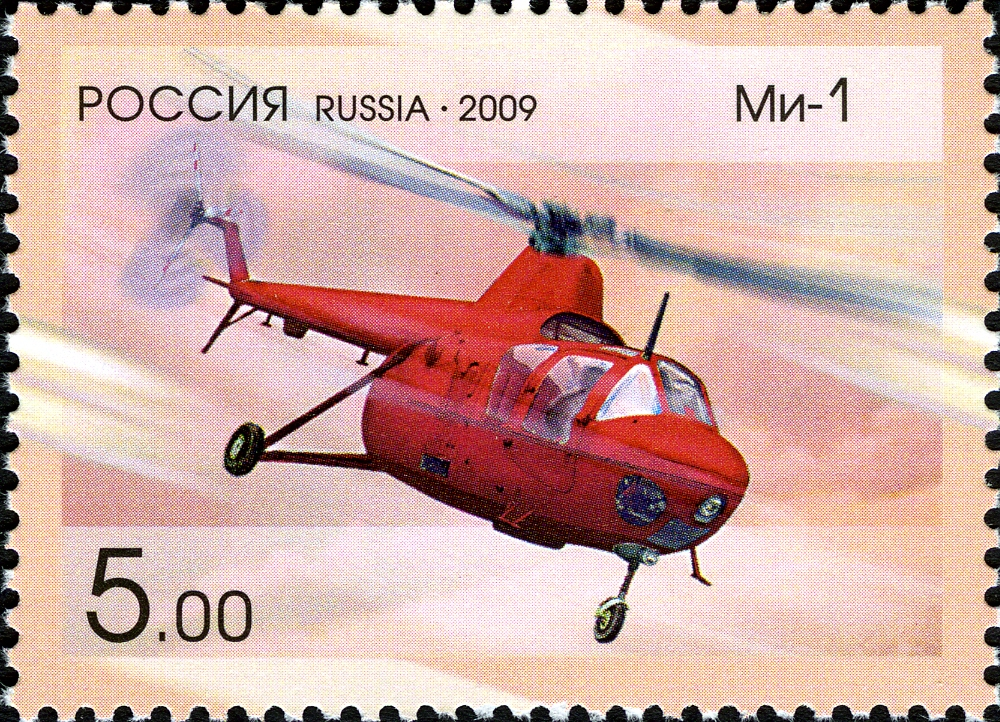
Ми-1
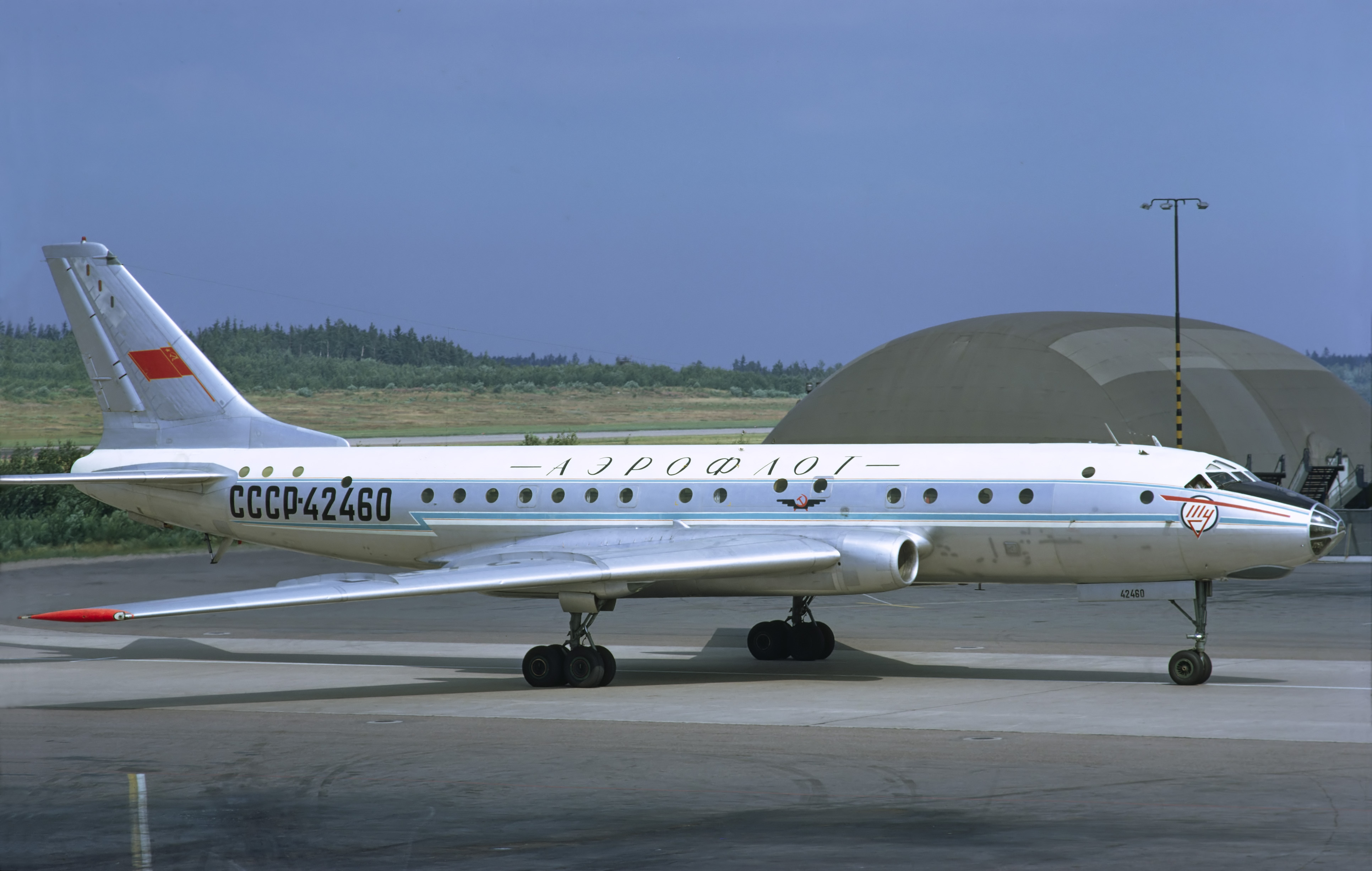
Ту-104

В 1980-е, 1990-е годы начали использоваться самолёты Ан-28, Як-42, Ил-86, Ту-204, Ан-72, Ан-124; вертолёты Ми-26 и Ка-32. При этом в 1990-е годы резко упали закупки воздушных судов, часто стали приобретаться подержанные самолёты произведённые в странах дальнего зарубежья (вне СНГ и бывшего СЭВ), откуда в позднем СССР самолёты практически не закупали. Приобретение и использование как новых так и подержанных иностранных самолётов, в основном это были разные модели Боинг и Эйрбас, уменьшало долю использования в перевозке отечественной техники. Так, в 2005 году 22 % пассажиров было перевезено самолётами иностранного (вне СНГ) производства, в 2015 — уже 90 % пассажиров. В начале 2022 года 95 % пассажирооборота выполнялось самолётами иностранного производства. На 2020 год доля российских самолётов в авиапарке крупнейших авиакомпаний России составляла 9 %. В отличие от большинства развитых государств, в России национальные авиаперевозчики получили возможность использовать лётную технику, зарегистрированную не в РФ, а в иностранных офшорных зонах. На 2021 год 73 % самолётов российских авиакомпаний зарегистрированы вне российской юрисдикции. В 2018 году в России было 228 гражданских аэродромов, из которых 170 имели искусственные ВПП; 173 аэродрома обладали светосигнальными системами, 83 из них — с огнями высокой интенсивности. Имелся 31 аэродром с ВПП, оборудованной для точного захода на посадку по категории I, 13 аэродромов — по категории II и 3 аэродрома — по категории III.
С февраля 2022 года, после российского вторжения на Украину, были закрыты для обслуживания гражданской авиации 11 аэропортов на юго-западе РФ. В отношении России были введены санкции, в частности, запрет на техническое обслуживание и поставку запчастей к самолётам, произведённым в США и ЕС. Летом 2022 года было подписано соглашение с Ираном о ремонте используемых в России самолётов и поставках к ним деталей и оборудования. В 2022 году 38 стран ввели запрет на полёты над своей территорией для российских авиакомпаний; РФ ответила запретом на полёты над Россией для авиатранспортных предприятий из этих государств.

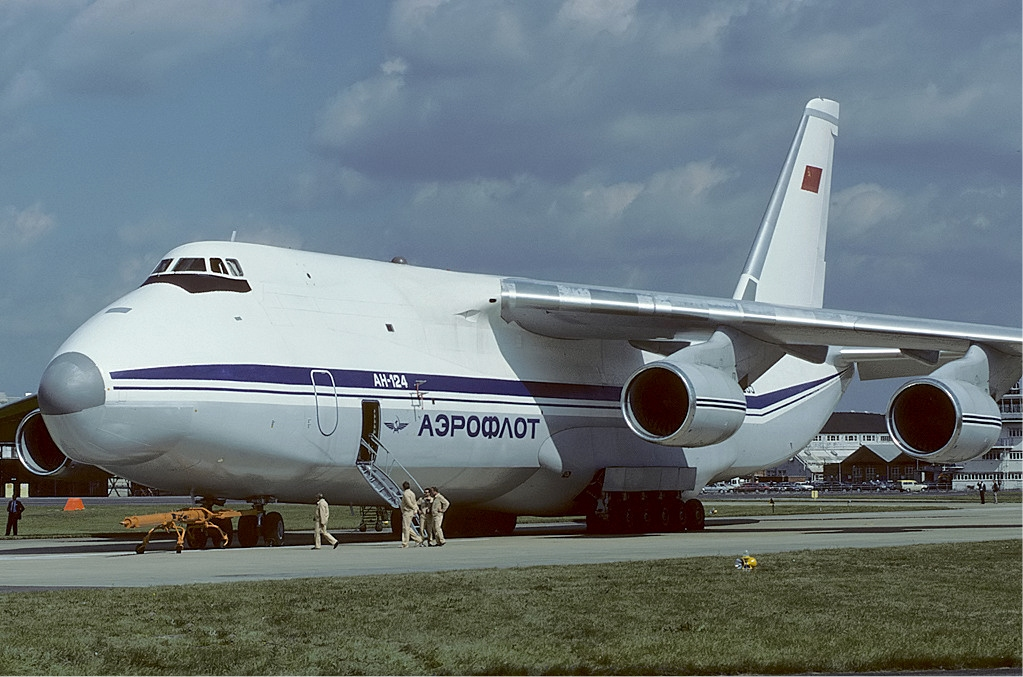
Транспортный Ан-124
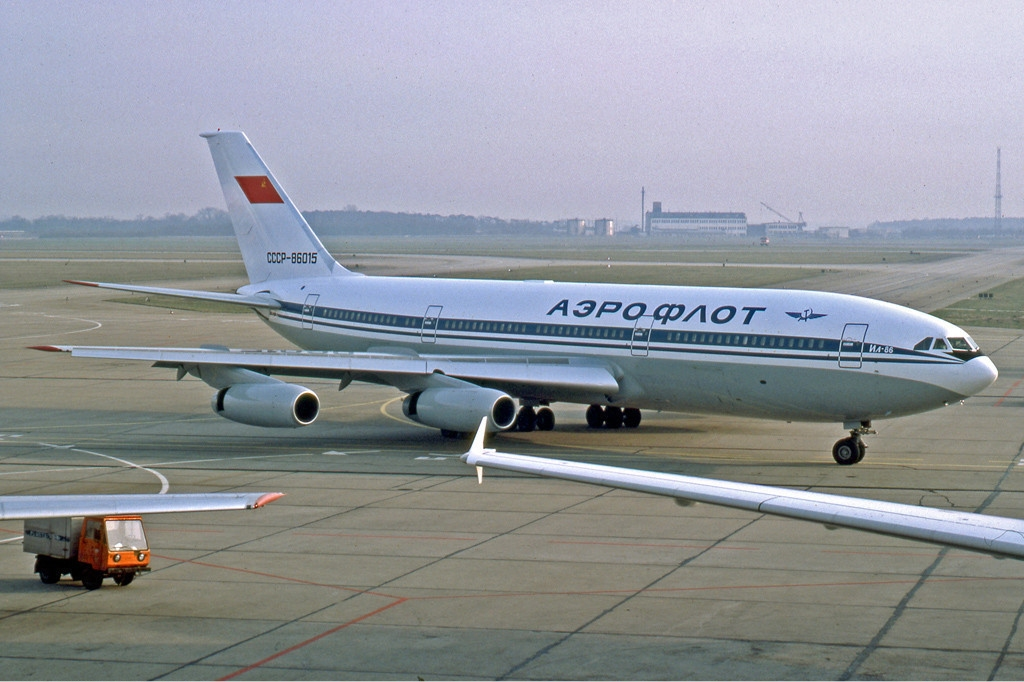
Широкофюзеляжный Ил-86
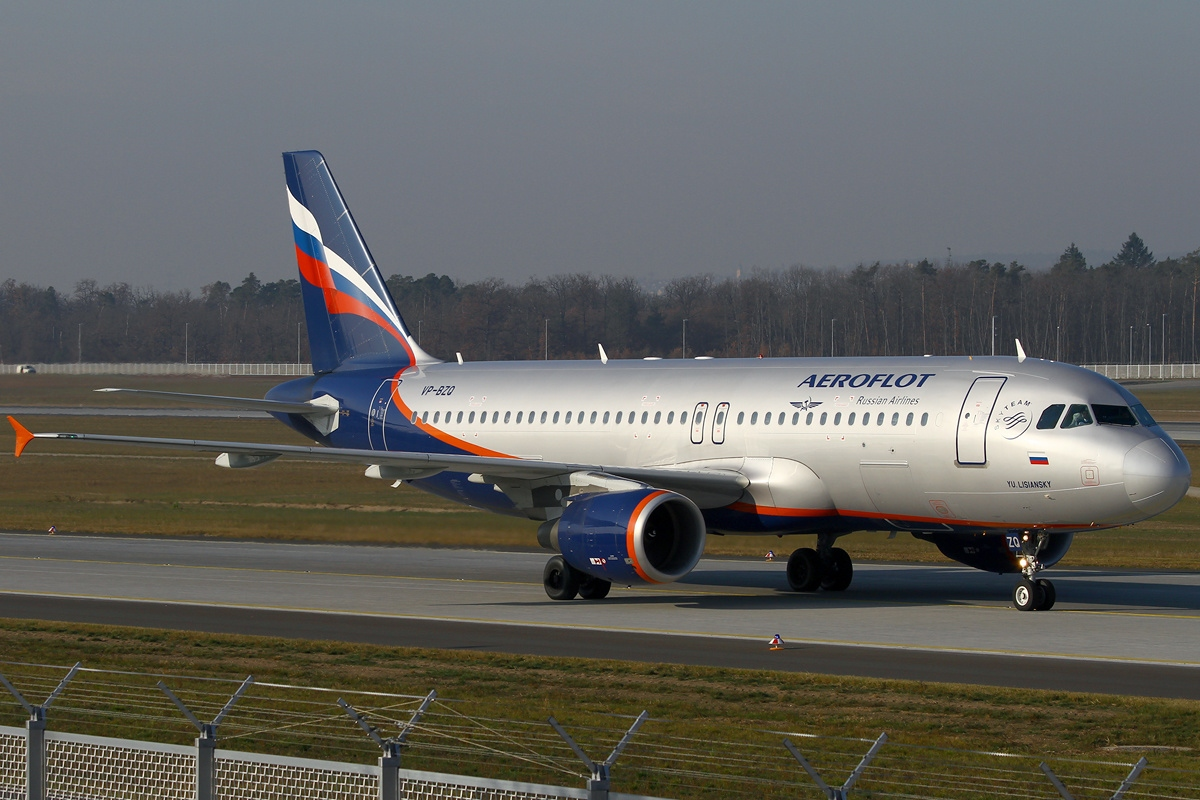
Эйрбас А-320. Один из основных самолётов на пассажирских перевозках в России начала 21 века

На февраль 2023 года российский парк самолетов состоял из 1293 единиц, из которых 1163 пассажирских; по данным Блумберг в первом квартале 2023 года в России использовалось 467 самолетов Боинг и Эйрбас, против 544 единиц годом ранее. Весной 2023 года правительством РФ выделено порядка 300 млрд рублей на выкуп у иностранных лизингодателей самолётов, которые эксплуатируют российские авиакомпании. По данным Минтранса, к середине 2023 года 17 авиакомпаний РФ осуществляли прямые рейсы в 24 страны. В Россию летали самолёты 52 иностранных авиакомпаний из 29 стран мира. За 2022-23 года РФ направила на поддержку авиационной отрасли, работавшей в условиях зарубежных санкций, 1,1 триллиона рублей.

## Статистические показатели
| Показатели деятельности воздушного транспорта СССР с 1925 по 1985 год: | Показатели деятельности воздушного транспорта СССР с 1925 по 1985 год: | Показатели деятельности воздушного транспорта СССР с 1925 по 1985 год: | Показатели деятельности воздушного транспорта СССР с 1925 по 1985 год: | Показатели деятельности воздушного транспорта СССР с 1925 по 1985 год: | Показатели деятельности воздушного транспорта СССР с 1925 по 1985 год: | Показатели деятельности воздушного транспорта СССР с 1925 по 1985 год: | Показатели деятельности воздушного транспорта СССР с 1925 по 1985 год: | Показатели деятельности воздушного транспорта СССР с 1925 по 1985 год: | Показатели деятельности воздушного транспорта СССР с 1925 по 1985 год: | Показатели деятельности воздушного транспорта СССР с 1925 по 1985 год: | Показатели деятельности воздушного транспорта СССР с 1925 по 1985 год: | Показатели деятельности воздушного транспорта СССР с 1925 по 1985 год: | Показатели деятельности воздушного транспорта СССР с 1925 по 1985 год: | Показатели деятельности воздушного транспорта СССР с 1925 по 1985 год: | Показатели деятельности воздушного транспорта СССР с 1925 по 1985 год: | Показатели деятельности воздушного транспорта СССР с 1925 по 1985 год: | Показатели деятельности воздушного транспорта СССР с 1925 по 1985 год: |
| ---------------------------------------------------------------------- | ---------------------------------------------------------------------- | ---------------------------------------------------------------------- | ---------------------------------------------------------------------- | ---------------------------------------------------------------------- | ---------------------------------------------------------------------- | ---------------------------------------------------------------------- | ---------------------------------------------------------------------- | ---------------------------------------------------------------------- | ---------------------------------------------------------------------- | ---------------------------------------------------------------------- | ---------------------------------------------------------------------- | ---------------------------------------------------------------------- | ---------------------------------------------------------------------- | ---------------------------------------------------------------------- | ---------------------------------------------------------------------- | ---------------------------------------------------------------------- | ---------------------------------------------------------------------- |
| год                                                                    | 1925                                                                   | 1930                                                                   | 1935                                                                   | 1940                                                                   | 1945                                                                   | 1950                                                                   | 1955                                                                   | 1960                                                                   | 1965                                                                   | 1970                                                                   | 1975                                                                   | 1980                                                                   | 1985                                                                   |                                                                        |                                                                        |                                                                        |                                                                        |
| Перевезено пассажиров (млн)                                            | 0,003                                                                  | 0,012                                                                  | 0,104                                                                  | 0,410                                                                  | 0,600                                                                  | 1,604                                                                  | 2,50                                                                   | 16,0                                                                   | 42,1                                                                   | 71,4                                                                   | 98,1                                                                   | 104                                                                    | 113                                                                    |                                                                        |                                                                        |                                                                        |                                                                        |
| Пассажирооборот (млрд•пасс•км)                                         |                                                                        |                                                                        |                                                                        | 0,2                                                                    | 0,5                                                                    | 1,2                                                                    | 2,8                                                                    | 12,1                                                                   | 38,1                                                                   | 78,2                                                                   | 123                                                                    | 161                                                                    | 188                                                                    |                                                                        |                                                                        |                                                                        |                                                                        |
| Перевезено грузов и почты (тыс. т)                                     | 0,026                                                                  | 0,251                                                                  | 16,0                                                                   | 58,4                                                                   | 74,1                                                                   | 161                                                                    | 259                                                                    | 697                                                                    | 1228                                                                   | 1844                                                                   | 2472                                                                   | 2989                                                                   | 3200                                                                   |                                                                        |                                                                        |                                                                        |                                                                        |
| Грузооборот (млн•т•км)                                                 |                                                                        | 0,2                                                                    | 6,5                                                                    | 23                                                                     | 64                                                                     | 136                                                                    | 252                                                                    | 563                                                                    | 1338                                                                   | 1877                                                                   | 2590                                                                   | 3094                                                                   | 3350                                                                   |                                                                        |                                                                        |                                                                        |                                                                        |
| Авиахимические работы (млн га)                                         | 0,001                                                                  | 0,016                                                                  | 0,638                                                                  | 0,900                                                                  |                                                                        | 3,40                                                                   | 9,90                                                                   | 20,1                                                                   | 55,0                                                                   | 83,3                                                                   | 84,9                                                                   | 100                                                                    | 108                                                                    |                                                                        |                                                                        |                                                                        |                                                                        |
| Источники:                                                             |                                                                        |                                                                        |                                                                        |                                                                        |                                                                        |                                                                        |                                                                        |                                                                        |                                                                        |                                                                        |                                                                        |                                                                        |                                                                        |                                                                        |                                                                        |                                                                        |                                                                        |

| Показатели деятельности воздушного транспорта РФ с 1990 года: | Показатели деятельности воздушного транспорта РФ с 1990 года: | Показатели деятельности воздушного транспорта РФ с 1990 года: | Показатели деятельности воздушного транспорта РФ с 1990 года: | Показатели деятельности воздушного транспорта РФ с 1990 года: | Показатели деятельности воздушного транспорта РФ с 1990 года: | Показатели деятельности воздушного транспорта РФ с 1990 года: | Показатели деятельности воздушного транспорта РФ с 1990 года: | Показатели деятельности воздушного транспорта РФ с 1990 года: | Показатели деятельности воздушного транспорта РФ с 1990 года: | Показатели деятельности воздушного транспорта РФ с 1990 года: | Показатели деятельности воздушного транспорта РФ с 1990 года: | Показатели деятельности воздушного транспорта РФ с 1990 года: | Показатели деятельности воздушного транспорта РФ с 1990 года: | Показатели деятельности воздушного транспорта РФ с 1990 года: | Показатели деятельности воздушного транспорта РФ с 1990 года: | Показатели деятельности воздушного транспорта РФ с 1990 года: | Показатели деятельности воздушного транспорта РФ с 1990 года: |
| ------------------------------------------------------------- | ------------------------------------------------------------- | ------------------------------------------------------------- | ------------------------------------------------------------- | ------------------------------------------------------------- | ------------------------------------------------------------- | ------------------------------------------------------------- | ------------------------------------------------------------- | ------------------------------------------------------------- | ------------------------------------------------------------- | ------------------------------------------------------------- | ------------------------------------------------------------- | ------------------------------------------------------------- | ------------------------------------------------------------- | ------------------------------------------------------------- | ------------------------------------------------------------- | ------------------------------------------------------------- | ------------------------------------------------------------- |
| год                                                           | 1990                                                          | 1995                                                          | 2000                                                          | 2005                                                          | 2010                                                          | 2015                                                          | 2016                                                          | 2017                                                          | 2018                                                          | 2019                                                          | 2020                                                          | 2021                                                          | 2022                                                          | 2023                                                          |                                                               |                                                               |                                                               |
| Перевезено пассажиров (млн)                                   | 91 (138)                                                      | 32,1                                                          | 23,0                                                          | 36,5                                                          | 58,6                                                          | 93,6                                                          | 88,6                                                          | 105                                                           | 116                                                           | 128                                                           | 69,2                                                          | 111                                                           | 95,1                                                          | 105                                                           |                                                               |                                                               |                                                               |
| Пассажирооборот (млрд•пасс•км)                                | 160 (244)                                                     | 71,7                                                          | 53,4                                                          | 85,8                                                          | 147                                                           | 227                                                           | 217                                                           | 259                                                           | 287                                                           | 323                                                           | 154                                                           | 243                                                           |                                                               |                                                               |                                                               |                                                               |                                                               |
| Перевезено грузов и почты (млн т)                             | 2,5 (2,9)                                                     | 0,60                                                          | 0,77                                                          | 0,82                                                          | 1,1                                                           | 1,2                                                           | 0,98                                                          | 1,13                                                          | 1,18                                                          | 1,15                                                          | 1,17                                                          | 1,48                                                          |                                                               |                                                               |                                                               |                                                               |                                                               |
| Грузооборот (млрд•т•км)                                       | 2,6 (3,22)                                                    | 1,56                                                          | 2,52                                                          | 2,83                                                          | 4,7                                                           | 5,4                                                           | 6,58                                                          | 7,59                                                          | 7,81                                                          | 7,39                                                          | 7,11                                                          | 9,19                                                          |                                                               |                                                               |                                                               |                                                               |                                                               |
| Авиахимические работы (млн га)                                | 30,9 (59,1)                                                   | 4,6                                                           | 2,9                                                           | 3,0                                                           | 1,0                                                           |                                                               |                                                               |                                                               |                                                               |                                                               |                                                               |                                                               |                                                               |                                                               |                                                               |                                                               |                                                               |
| Источники:                                                    |                                                               |                                                               |                                                               |                                                               |                                                               |                                                               |                                                               |                                                               |                                                               |                                                               |                                                               |                                                               |                                                               |                                                               |                                                               |                                                               |                                                               |

| Количество аэродромов гражданской авиации в РФ: | Количество аэродромов гражданской авиации в РФ: | Количество аэродромов гражданской авиации в РФ: | Количество аэродромов гражданской авиации в РФ: | Количество аэродромов гражданской авиации в РФ: | Количество аэродромов гражданской авиации в РФ: | Количество аэродромов гражданской авиации в РФ: | Количество аэродромов гражданской авиации в РФ: | Количество аэродромов гражданской авиации в РФ: | Количество аэродромов гражданской авиации в РФ: | Количество аэродромов гражданской авиации в РФ: | Количество аэродромов гражданской авиации в РФ: | Количество аэродромов гражданской авиации в РФ: | Количество аэродромов гражданской авиации в РФ: | Количество аэродромов гражданской авиации в РФ: | Количество аэродромов гражданской авиации в РФ: | Количество аэродромов гражданской авиации в РФ: | Количество аэродромов гражданской авиации в РФ: |
| ----------------------------------------------- | ----------------------------------------------- | ----------------------------------------------- | ----------------------------------------------- | ----------------------------------------------- | ----------------------------------------------- | ----------------------------------------------- | ----------------------------------------------- | ----------------------------------------------- | ----------------------------------------------- | ----------------------------------------------- | ----------------------------------------------- | ----------------------------------------------- | ----------------------------------------------- | ----------------------------------------------- | ----------------------------------------------- | ----------------------------------------------- | ----------------------------------------------- |
| год                                             | 1991                                            | 1995                                            | 2000                                            | 2005                                            | 2010                                            | 2015                                            | 2020                                            | 2025                                            |                                                 |                                                 |                                                 |                                                 |                                                 |                                                 |                                                 |                                                 |                                                 |
| Количество аэродромов                           | 1450                                            | 876                                             | 533                                             | 393                                             | 332                                             | 282                                             | 241                                             | 225                                             |                                                 |                                                 |                                                 |                                                 |                                                 |                                                 |                                                 |                                                 |                                                 |
| Источники:                                      |                                                 |                                                 |                                                 |                                                 |                                                 |                                                 |                                                 |                                                 |                                                 |                                                 |                                                 |                                                 |                                                 |                                                 |                                                 |                                                 |                                                 |